# Salt Peanuts
Salt Peanuts (deutsch: „Gesalzene Erdnüsse“) ist eine Gemeinschaftskomposition von Dizzy Gillespie und Kenny Clarke aus dem Jahr 1942. Das Bebop-Stück steht auf der Auswahlliste der als Jazzstandards bezeichneten populären Kompositionen dieser Musikrichtung und ist auch im Sammelwerk Real Book vertreten.

## Die Komposition und ihre Geschichte
Salt Peanuts ist ein riffartiges und Swing-orientiertes Up-tempo-Stück mit 32 Takten in der Form AABA, für dessen Vortrag ein sehr schnelles Tempo vorgesehen ist (prestissimo). Der Rhythmus der in den Originalaufnahmen von Gillespie mit einem Oktavsprung vorgetragenen Wortsilben salt pea-nuts hat eine Entsprechung in einer melodischen Figur des Themas (Takte 3 und 4). Das Einzigartige an diesem Bebop-Titel ist die Tatsache, dass sein Text nur aus den Worten „Salt peanuts, salt peanuts“ besteht. Viele andere Bebop-Stücke sind Instrumentalwerke; etwaiger Gesang darin wird meist im lautmalerischen Scat-Stil vorgetragen.
Bevor Gillespie selbst Salt Peanuts aufnahm, spielte Count Basie dessen aus sechs Noten bestehendes Grundmotiv in einer Instrumental-Phrase auf dem Klavier für seine Aufnahme des Basie Boogie (Columbia/OKeh) am 2. Juli 1941. im gleichen Jahr spielte er den Titel noch einmal live bei einem Auftritt im Jazzclub Café Society.
Inzwischen ist Salt Peanuts einer der klassischen Jazzstandards des Bebop. Eine der ersten Plattenaufnahmen von Salt Peanuts unter diesem Titel, aufgenommen am 11. Mai 1945 mit Gillespie, Charlie Parker, Al Haig, Curly Russell und Sid Catlett wurde auf Dizzy Gillespies Album Shaw ’Nuff von 1946 veröffentlicht. Die wohl berühmteste Einspielung des Titels stammt vom legendären Album Live at Massey Hall, Toronto, 1953, als Dizzy Gillespie und Charlie Parker noch einmal zusammen die klassischen Titel der Bebop-Ära spielten, begleitet von Max Roach, Bud Powell und Charles Mingus.
In den 1950er-Jahren wurde der Titel von Miles Davis und John Coltrane auf ihrer Marathon-Sitzung für das Prestige-Label aufgenommen (Steamin’ with the Miles Davis Quintet, 1957). Auch Coleman Hawkins, Bud Powell, Philly Joe Jones und Donald Byrd nahmen Interpretationen des Stücks für Veröffentlichungen unter eigenem Namen auf.